# Mehdi Jeannin
Mehdi Jeannin (Besançon, 20 aprile 1991) è un calciatore algerino con cittadinanza francese, portiere del Sochaux.

## Statistiche

### Presenze e reti nei club
Statistiche aggiornate al 19 dicembre 2024.
| Stagione             | Squadra              | Campionato           | Campionato | Campionato | Coppe nazionali | Coppe nazionali | Coppe nazionali | Coppe continentali | Coppe continentali | Coppe continentali | Altre coppe | Altre coppe | Altre coppe | Totale | Totale |
| Stagione             | Squadra              | Comp                 | Pres       | Reti       | Comp            | Pres            | Reti            | Comp               | Pres               | Reti               | Comp        | Pres        | Reti        | Pres   | Reti   |
| -------------------- | -------------------- | -------------------- | ---------- | ---------- | --------------- | --------------- | --------------- | ------------------ | ------------------ | ------------------ | ----------- | ----------- | ----------- | ------ | ------ |
| 2011-2012            | Clermont Foot        | L2                   | 0          | 0          | CF+CdL          | 0               | 0               | -                  | -                  | -                  | -           | -           | -           | 0      | 0      |
| 2012-2013            | Clermont Foot        | L2                   | 0          | 0          | CF+CdL          | 0+1             | 0 + -1          | -                  | -                  | -                  | -           | -           | -           | 1      | -1     |
| 2013-2014            | Clermont Foot        | L2                   | 2          | -5         | CF+CdL          | 0               | 0               | -                  | -                  | -                  | -           | -           | -           | 2      | -5     |
| 2014-2015            | Clermont Foot        | L2                   | 28         | -29        | CF+CdL          | 0+1             | 0 + -1          | -                  | -                  | -                  | -           | -           | -           | 29     | -30    |
| 2015-2016            | Clermont Foot        | L2                   | 31         | -39        | CF+CdL          | 0               | 0               | -                  | -                  | -                  | -           | -           | -           | 31     | -39    |
| 2016-2017            | Clermont Foot        | L2                   | 22         | -27        | CF+CdL          | 0               | 0               | -                  | -                  | -                  | -           | -           | -           | 22     | -27    |
| 2017-2018            | Clermont Foot        | L2                   | 0          | 0          | CF+CdL          | 1+3             | -1 + -4         | -                  | -                  | -                  | -           | -           | -           | 4      | -5     |
| 2018-2019            | Clermont Foot        | L2                   | 10         | -10        | CF+CdL          | 3+1             | -2 + -3         | -                  | -                  | -                  | -           | -           | -           | 14     | -15    |
| 2019-gen. 2020       | Clermont Foot        | L2                   | 1          | 0          | CF+CdL          | 1+2             | -1 + -3         | -                  | -                  | -                  | -           | -           | -           | 4      | -4     |
| Totale Clermont Foot | Totale Clermont Foot | Totale Clermont Foot | 94         | -110       |                 | 13              | -16             |                    | -                  | -                  |             | -           | -           | 107    | -126   |
| gen.-giu. 2020       | Sochaux              | L2                   | 0          | 0          | CF+CdL          | -               | -               | -                  | -                  | -                  | -           | -           | -           | 0      | 0      |
| 2020-2021            | Sochaux              | L2                   | 2          | -6         | CF              | 3               | -5              | -                  | -                  | -                  | -           | -           | -           | 5      | -11    |
| 2021-2022            | Sochaux              | L2                   | 11         | -14        | CF              | 3               | -1              | -                  | -                  | -                  | -           | -           | -           | 14     | -15    |
| 2022-2023            | Sochaux              | L2                   | 0          | 0          | CF              | 2               | -2              | -                  | -                  | -                  | -           | -           | -           | 2      | -2     |
| Totale Sochaux       | Totale Sochaux       | Totale Sochaux       | 13         | -20        |                 | 8               | -8              |                    | -                  | -                  |             | -           | -           | 21     | -28    |
| 2023-2024            | Pau                  | L2                   | 2          | -2         | CF              | 3               | -5              | -                  | -                  | -                  | -           | -           | -           | 5      | -7     |
| 2024-2025            | Pau                  | L2                   | 4          | -4         | CF              | 1               | -1              | -                  | -                  | -                  | -           | -           | -           | 5      | -5     |
| Totale Pau           | Totale Pau           | Totale Pau           | 6          | -6         |                 | 4               | -6              |                    | -                  | -                  |             | -           | -           | 10     | -12    |
| Totale carriera      | Totale carriera      | Totale carriera      | 113        | -136       |                 | 25              | -30             |                    | -                  | -                  |             | -           | -           | 138    | -166   |